# Tambores
Tambores ist eine Stadt in Uruguay.

## Geographie
Sie befindet sich auf dem Gebiet der beiden Departamentos Paysandú und Tacuarembó in deren Sektor 6 bzw. Sektor 2. Tambores liegt nördlich von Piedra Sola. In östlicher Richtung entspringt nahe dem Ort der Arroyo Malo.

## Geschichte
Am 15. Oktober 1963 wurde Tambores durch das Gesetz Nr. 13.167 in den Status "Villa" erhoben.

## Infrastruktur
Tambores liegt an der Bahnstrecke Paso de los Toros–Rivera.

## Einwohner
Für Tambores wurden im Rahmen der Volkszählung im Jahr 2011 1.561 Einwohner gezählt, davon 786 männliche und 775 weibliche. 450 (232/218) lebten in Tacuarembó und 1.111 (554/557) in Paysandú. 2004 waren 1.720 Einwohner registriert (540 in Tacuarembó, 1.180 in Paysandú).
| Jahr | Einwohner |
| ---- | --------- |
| 1963 | 1.508     |
| 1975 | 1.532     |
| 1985 | 1.410     |
| 1996 | 1.479     |
| 2004 | 1.720     |
| 2011 | 1.561     |

Quelle: Instituto Nacional de Estadística de Uruguay

## Söhne und Töchter der Stadt
- Francisco Domingo Barbosa Da Silveira (1944–2015), Bischof von Minas